# Poklek
Poklek is een plaats in de gemeente Samobor in de Kroatische provincie Zagreb. De plaats telt 53 inwoners (2001).